# Anders Wallensten
Anders Theodor Wallensten, född 22 januari 1974 i Hedvig Eleonora församling i Stockholm, är en svensk läkare, epidemiolog och författare.  

## Biografi
Anders Wallensten är son till Richard Wallensten och Kerstin Uvnäs Moberg samt barnbarn till Sten Wallensten och Börje Uvnäs, alla fyra läkare. Han växte upp i Djursholm.
I början av 2000-talet arbetade han som läkare i Kalmar och fick kännedom om ett forskningsprojekt om influensa hos andfåglar. Efter att ha studerat virus hos vilda änder vid Ottenby fågelstation på Ölands södra udde disputerade han på en avhandling om influensavirus hos vilda fåglar vid Linköpings universitet 2006, som var den första svenska avhandlingen om fågelinfluensa. Wallensten menar att detta stakade ut hans framtida karriär då han fick hjälpa Socialstyrelsen med beredskapsplaner för smittor mellan djur och människor och därmed kom i kontakt med epidemiologin. 2007–2009 arbetade han vid Health Protection Agency i Stonehouse, England. Han har arbetat vid Smittskyddsinstitutet innan han blev biträdande statsepidemiolog vid Folkhälsomyndigheten, där han fortsatt arbetar med coronavirusutbrottet 2020–2021 i Sverige, som startade i Wuhan, Kina, 2019. I samband med detta blev Wallensten en offentlig person och framträdde flitigt i media.
Han har skrivit två böcker om hälsa och välbefinnande, Hälsogåtan (2020) och Livsgåtan (2023).